# Melosaurus
Genre
Melosaurus est un genre éteint d’amphibiens temnospondyles. Ses fossiles ont été trouvés dans le Permien et le Trias inférieur de Russie. 
Les restes fossiles de Melosaurus uralensis ont été découverts à Belebei en Russie. Ses fossiles datent des étages Assélien à Olénékien (299-247 millions d'années).  D'autres fossiles de Melosaurus uralensis ont été trouvés sur le site de Sterlitamak en Bachkortostan en Russie. L'âge des strates est considéré comme wordien (il y a 268 à 265,8 millions d'années).

## Description
Melosaurus avait une longueur de 2,5 à 3 mètres. Il vivait autour des étangs, des lacs, des rivières et des marais. Le régime alimentaire de Melosaurus se composait de poissons et de plus petits tétrapodes. Melosaurus était un puissant prédateur. Il a très probablement attaqué Discosauriscus (un batrachosaure aquatique).

## Liste d'espèces
Selon Paleobiology Database (19 mars 2021) :
- † Melosaurus compilatus Golubev, 1995
- † Melosaurus kamaensis Gubin, 1991
- † Melosaurus platyrhinus Golubev, 1995
- † Melosaurus uralensis Meyer, 1857 - espèce type